# Pi1 Cygni
Pi1 du Cygne · Azelfafage
Pour les articles homonymes, voir Pi Cygni.
Désignations
Pi1 Cygni (π1 Cyg) ou Pi1 du Cygne, également nommée Azelfafage, est une étoile binaire de la constellation du Cygne. Elle se situe à environ 1 700 années-lumière de la Terre.

## Nom
La désignation π1 Cygni (aussi notée Pi1 Cygni), en français Pi1 du Cygne, est la désignation du catalogue de Bayer de l'étoile. Cette dernière est également désignée HIP 107136 et HR 8301.
Elle portait le nom traditionnel Azelfafage, dérivé de l'arabe ظلف الفرس (Dhilf al-Faras) qui signifie « la piste de cheval » ou  (plus probablement) ذيل الدجاجة Dhail al-dajājah signifiant « la queue de la poule ». Ce nom a été officialisé par l'Union astronomique internationale le 12 septembre 2016.
En chinois, cette étoile est nommée 螣蛇四 (Teng Shé sì), c'est-à-dire « la quatrième [étoile] du Serpent volant ». Ce nom fait référence à l'astérisme du Dragon volant (en chinois 螣蛇, Teng Shé), lequel est constitué de Pi1 Cygni, Alpha Lacertae, 4 Lacertae, Pi2 Cygni, HD 206267, Epsilon Cephei, Beta Lacertae, Sigma Cassiopeiae, Rho Cassiopeiae, Tau Cassiopeiae, AR Cassiopeiae, 9 Lacertae, 3 Andromedae, 7 Andromedae, 8 Andromedae, Lambda Andromedae, Kappa Andromedae, Psi Andromedae et Iota Andromedae.

## Propriétés
Pi1 Cygni a une magnitude apparente de 4,67. Il s'agit d'une binaire spectroscopique à raies simples. Sa composante visible est une étoile de type spectral B3IV, ce qui signifie que c'est une sous-géante bleu-blanc.